# Ballata n. 1 (Chopin)
La Ballata per pianoforte n. 1 in Sol minore, Op. 23 di Fryderyk Chopin, è la prima delle sue quattro ballate per pianoforte. Fu completata nel 1835 e dedicata al barone Nathaniel von Stockhausen, l'ambasciatore del Regno di Hannover in Francia.

## Storia
La genesi della composizione della Ballata in Sol minore non è certa; unica cosa risaputa è che il compositore la terminò sicuramente nella prima metà del 1835 poiché la diede per la pubblicazione a Breitkopf & Härtel il 30 giugno. Secondo alcune fonti abbozzi della ballata risalirebbero al 1831, durante gli otto mesi di permanenza di Chopin a Vienna. L'elaborazione e la rifinitura del brano sono comunque più tarde, vista la maturità di un lavoro la cui complessità e la solida struttura non potevano appartenere agli anni più giovanili del musicista.
Poco dopo la pubblicazione Chopin suonò la sua opera in pubblico per la prima volta a Lipsia nel settembre 1836. Robert Schumann, che ascoltò l'esecuzione, si espresse in toni lusinghieri e in seguito disse, scrivendo a Heinrich Dorn:  «Sembra essere il lavoro più vicino al suo genio (anche se non il più ingegnoso), e gli dissi che, tra tutte le sue composizioni, è quella che più mi era piaciuta. Dopo un silenzio assai lungo mi rispose con enfasi: "Sono contento di sentire dire ciò visto che è anche la mia preferita e ne ho grande affezione"».
La composizione divenne presto celebre ed è stata definita come «uno dei più bei pezzi per pianoforte che siano mai stati scritti».
La ballata (in versione parziale) è stata scelta per essere eseguita nella scena più celebre del film Il pianista, diretto da Roman Polański, dal polacco Janusz Olejniczak che "presta" anche le mani al protagonista. Il brano, di una notevole difficoltà interpretativa, ha portato l'editore di The Guardian, Alan Rusbridger, a studiarlo per un anno e a descriverne l'esperienza in "Play It Again: An Amateur Against the Impossible".

## Analisi

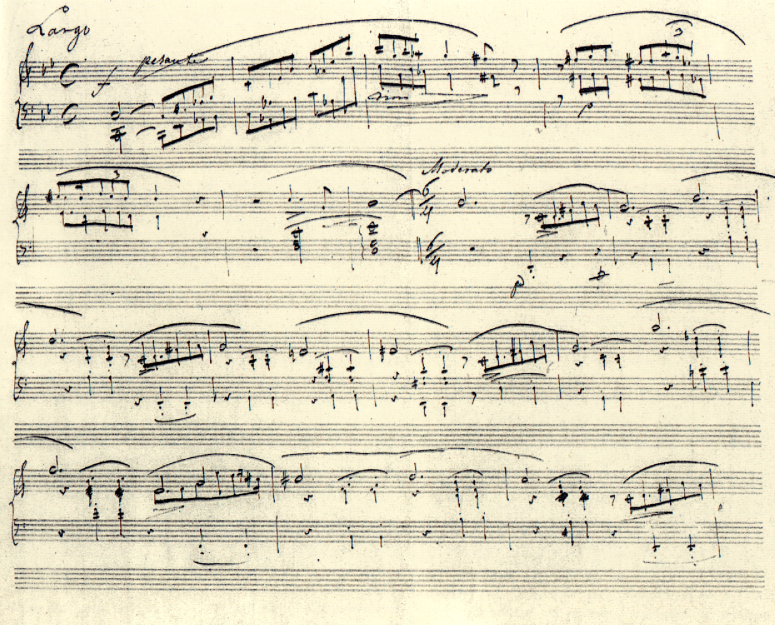
Prima pagina autografa della Ballata in Sol minore

Nell'ottocento la ballata era, oltre che un testo letterario, un brano vocale, al tempo lirico ed epico, solitamente composto su argomento popolare. La ballata come brano esclusivamente strumentale è stata un'ideazione di Chopin; essa non si lega necessariamente a un testo poetico, anche se il musicista stesso confessò una volta a Schumann che questa composizione gli era stata suggerita da alcuni poemi di Adam Mickiewicz, anche se poi in seguito nessun musicologo riuscì a trovare un qualche legame tra le opere del poeta polacco e le ballate di Chopin.
Il pezzo inizia in un modo mirabile, con una breve introduzione che porta l'indicazione agogica di Largo; queste poche battute, basate su un accordo di sesta napoletana, forniscono un'aura maestosa e terminano in un dissonante accordo della mano sinistra (Re, Sol e Mi bemolle) che crea ambiguità; non si risolve fino a qualche battuta dopo del brano quando si giunge a una tonalità di Sol minore. Sebbene il manoscritto originale di Chopin indichi chiaramente un Mi bemolle come la nota di testa, l'accordo ha causato un certo grado di controversie, e quindi alcune versioni del lavoro (come ad esempio l'edizione di Klindworth) includono Re, Sol, Re come alternativa. Addirittura alcuni revisori del passato, poco avveduti, considerarono l'accordo un vero e proprio errore e pensarono bene di modificarlo e "correggerlo".
Dopo l'inconsueta introduzione, la Ballata prosegue con un andamento descrittivo, lirico e passionale. La sezione principale del lavoro è costituita da due temi principali. Il primo che viene esposto, in 6/4, è, come in tutte e quattro le ballate, narrativo ed è subito seguito, dopo poche elaborazioni, dal secondo tema che viene presentato dolcemente alla battuta 68. Il carattere è molto più lirico del precedente e sembrerebbe avere un inizio in Si bemolle maggiore, ma muta subito in Mi bemolle maggiore; questo tema viene elaborato e ha un'evoluzione contrastante subendo svariate trasformazioni.
Proprio sul secondo tema si basa quasi tutto lo sviluppo della Ballata, con momenti intensamente emotivi e passionali e con l'introduzione di aspetti innovativi come lo Scherzando dove ascoltiamo un accenno di valzer. Questo sviluppo non è, come alcuni hanno voluto intendere, di stampo beethoveniano, ma è totalmente chopiniano, con le sue varianti e trasformazioni di atmosfera. Anche la Ripresa è del tutto inusuale e lontana dalla tradizione. Il secondo tema non ha più l'aspetto intensamente lirico dell'esposizione, ma assurge a toni più drammatici ed è più veloce nella dinamica. Un passaggio Appassionato, il più forte possibile (rarissimo in Chopin), conduce a un'aggressiva Coda finale introdotta da un Presto con fuoco che chiude in modo tumultuoso, con una veloce scala a doppia ottava su tutta la tastiera, un'opera poetica ed epica. 
Una delle più grandi difficoltà nell'esecuzione della Ballata in Sol minore, al di là delle parti tecnicamente impegnative, è indovinare la giusta sonorità; per esempio, per dare l'esatto tono al fraseggio lirico della parte iniziale, solo apparentemente semplice, occorre un tocco molto delicato, da "dita di velluto".